# District de Banan
Le district de Banan (巴南区 ; pinyin : Bānán Qū) est une subdivision administrative de la municipalité de Chongqing en Chine. Sa superficie est de 1 827 km².

## Geographie et Climat
Banan, situé au sud du bassin du Sichuan, présente une diversité de terrains, notamment des montagnes, des collines, des zones humides et des zones inondables. Le point le plus bas du district se trouve à sa frontière nord avec le district de Nanan, à une altitude de 154 mètres. Le point culminant est le sommet de la montagne Fangdou au sud-est du district, à 1132,6 mètres d'altitude.
Le climat de Banan est un climat subtropical humide, typique du sud de la Chine et caractérisé par des étés chauds et humides et des hivers doux. La température moyenne annuelle est de 18,7 degrés Celsius, mais elle peut parfois atteindre -1 degré en hiver et 41 degrés en été. Les précipitations annuelles de Banan oscillent généralement entre 1000 et 1 200 millimètres, avec des précipitations abondantes de mai à juillet.

## Démographie
La population du district est de 860 000 habitants.